# Marano di Valpolicella
Marano di Valpolicella är en ort och kommun i provinsen Verona i regionen Veneto i Italien. Kommunen hade 3 178 invånare (2018).